# Kopacivka, Derajnea
Kopacivka (în ucraineană Копачівка) este o comună în raionul Derajnea, regiunea Hmelnîțkîi, Ucraina, formată numai din satul de reședință.

## Demografie
Componența lingvistică a comunei Kopacivka
     Ucraineană (98,74%)
     Rusă (1,15%)
Conform recensământului din 2001, majoritatea populației comunei Kopacivka era vorbitoare de ucraineană (98,74%), existând în minoritate și vorbitori de rusă (1,15%).